# Angus Young
Angus McKinnon Young (Glasgow, Skócia, 1955. március 31. –) skót származású ausztrál gitáros, zeneszerző. Az AC/DC ausztrál rockegyüttes alapító tagja, gitárosa és zeneszerzője.
Bár skót származású, Ausztráliában élte le gyerekkorát és itt alapította testvérével, Malcolmmal az AC/DC-t, 1973-ban.
Bluesos stílusával nagyon sok gitárosra volt hatással. A Rolling Stone magazinban 2003-ban David Fricke által összeállított 100 legnagyobb gitáros listáján a 96. helyre rangsorolták, míg a 2011-ben kiadott Minden idők 100 legnagyobb gitárosa elnevezésű listán a 24. helyet kapta.

## Fiatalkora
Angus Young 1955. március 31-én született, Glasgow-ban. Ötéves korában kezdett el gitározni. Miután Sydney-be költöztek, tinédzseréveiben megvette az első komoly gitárját, egy Gibson SG-t. Először egy Gibson Les Pault próbált ki, de alacsony termete miatt a nehezebb Les Paultól „csípőficamot” kapott volna, ahogy ő maga fogalmazott.
A bátyjától, George-tól, vett leckék után Angus egy Kantuckee nevű zenekarhoz csatlakozott. Ám 1973-ban – hosszas tervezgetés után – megalapították Malcolmmal az AC/DC-t.

## Gitárjai
Angus különféle Gibson SG-ket használt (az eredetijét, vagy az 1968-as reissue (újrakiadás) modell valamelyikét) karrierje során. Nagyon ritkán lehet látni más típusú gitárral. Amikor a The Rolling Stones-szal a Rock me Baby dalt játszották egy közös koncerten, egy Keith Richardstól kölcsönvett Gibson ES-335-ön játszott. Saját gyűjteményében viszont megtalálható egy Telecaster, egy Gibson Firebird és egy, a már említett ES-335.

## Diszkográfia

### Marcus Hook Roll Band
- Tales of Old Granddaddy (1973, újrakiadás 1994)

### AC/DC
- (1975) T.N.T.
- (1976) High Voltage
- (1976) Dirty Deeds Done Dirt Cheap
- (1977) Let There Be Rock
- (1978) Powerage
- (1979) Highway to Hell
- (1980) Back in Black
- (1981) For Those About to Rock
- (1983) Flick of the Switch
- (1985) Fly on the Wall
- (1986) Who Made Who
- (1988) Blow Up Your Video
- (1990) The Razors Edge
- (1995) Ballbreaker
- (2000) Stiff Upper Lip
- (2008) Black Ice
- (2014) Rock or Bust
- (2020) Power Up